# Bismutirina

Fórmula estructural de la molécula de bismutirina, determinada por espectroscopia de microondas e infrarrojos.

La bismutirina, también conocida como bismutireno, hidruro de bismuto, bismutireno de hidrógeno y el bismurano, es un compuesto químico. Su fórmula química es BiH3. Tiene iones de bismuto e hidruro. El bismuto se encuentra en su estado de oxidación +3.

## Propiedades
La bismutirina es muy inestable. Sólo se encuentra por debajo de -60 °C. Por encima de esa temperatura se descompone en bismuto e hidrógeno.

## Preparación
Está hecho por un proceso complejo que involucra la química orgánica.

## Usos
No tiene usos